# おれんじ8
おれんじ8は、四国開発フェリー（オレンジフェリー）が運航していたフェリー。愛媛県西条市の東予港と大阪南港を結ぶ航路に就航していた。
現在は韓国へ売船された。

## 概要
ニューおれんじの代船として、今治造船今治工場で建造され、1999年に就航した。
就航当初はおれんじ7とそれぞれ1日1往復するダイヤで運航されており、昼便と夜行便が存在したが、2012年10月1日のダイヤ改正による減便で、両船合わせて1日1往復、夜行便のみの運航となった。
今後、おれんじ7、とともに、2018年内に新造船に代替される予定である。
2018年8月24日大阪南港発東予港行きを以って活躍を終え、翌8月25日の東予港発便からは新造船おれんじ えひめに変更された。
その後今治造船で、船名表記の抹消などを施したあと、8月28日から8月29日にかけて大韓民国釜山へ売却のため航行した。
韓国では北東アジアカーフェリーによって、釜山〜済州航路に導入される予定である。航海は週3往復の予定であるという。船体両サイドの｢かもめマーク｣は買主がデザイン上の理由から残しているが、オレンジフェリー側は同社との混同を避けるために｢かもめのカラーを1色に変更する｣ことを要請しているという。

## 船内
おれんじ7の準同型船で主要目は概ね共通であるが、船内配置が異なる。

### 船室
- 特別室（2室） - ツイン、海側、展望浴室、トイレ付
- 特等室A（16室） - ツイン、海側
- 特等室B（8室） - ツイン、海側
- 1等客室（20室） - 二段ベッド、海側
- 2等寝台（34室） - 二段ベッド大部屋、内側
- 2等客室（16室） - カーペット大部屋（全席指定）、海側/内側
- ドライバーズルーム - 内側

### 設備

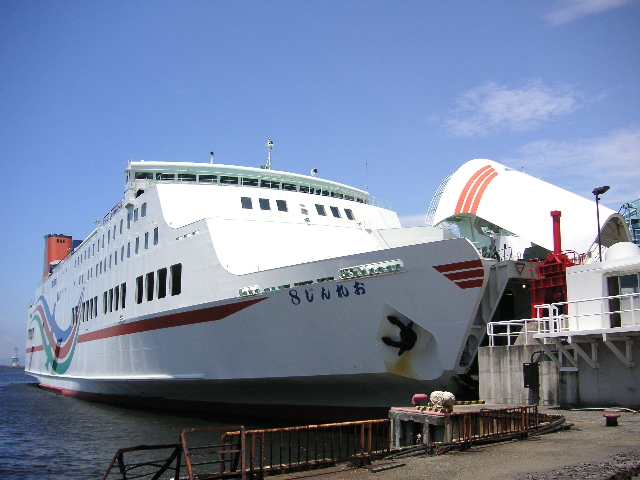
大阪南港に接岸中
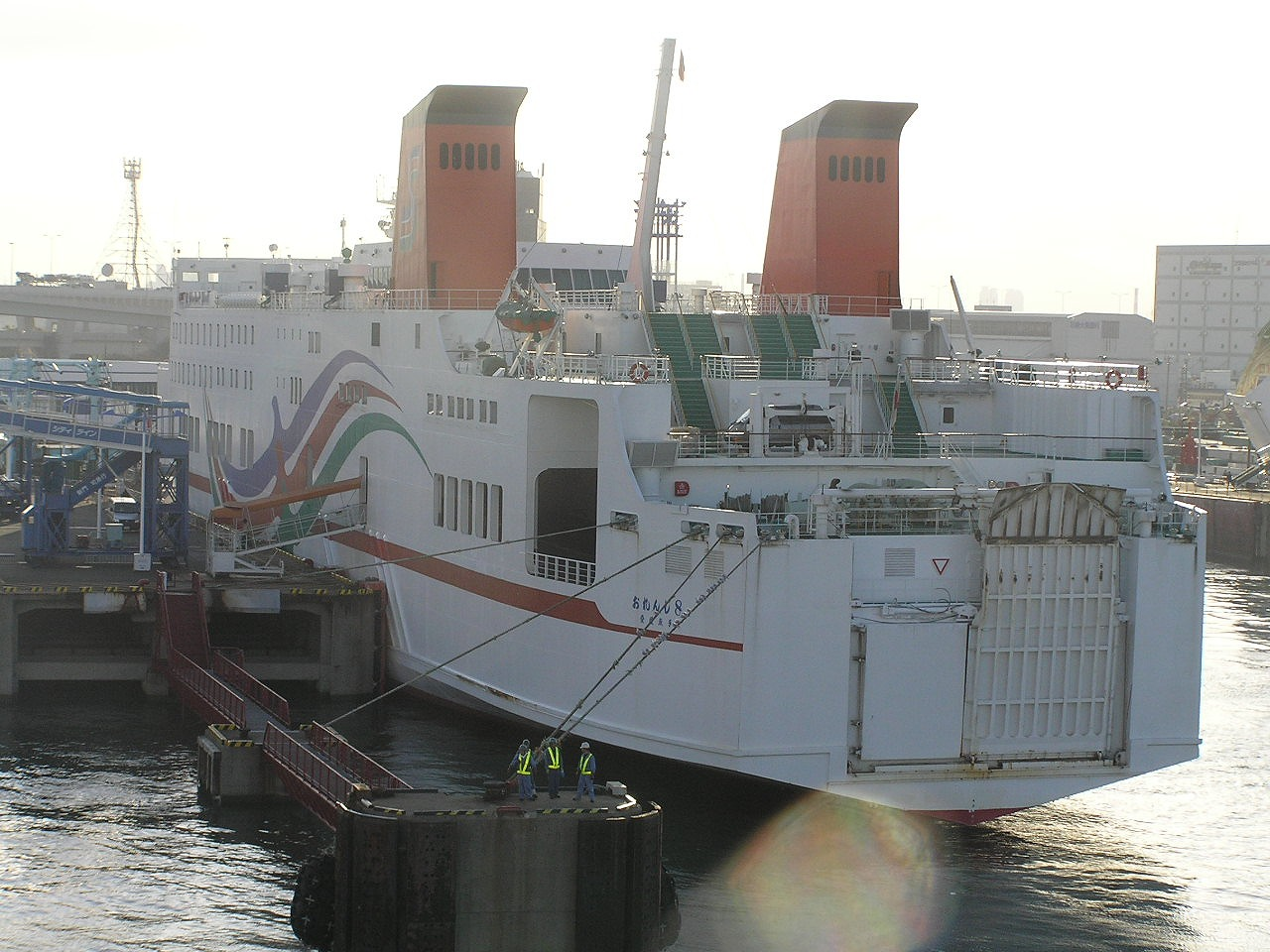
大阪南港に接岸中
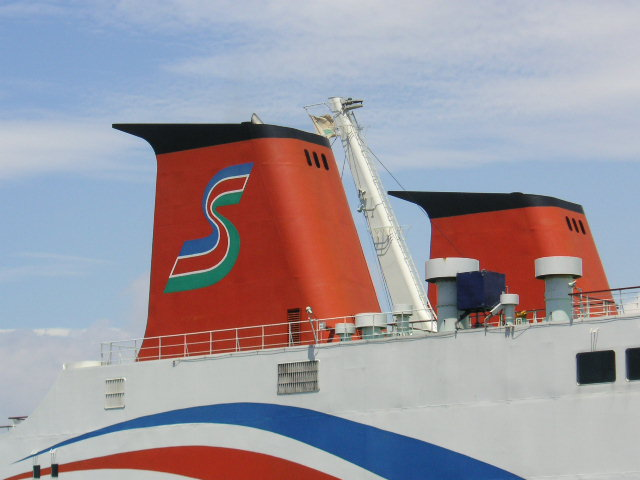
ファンネル
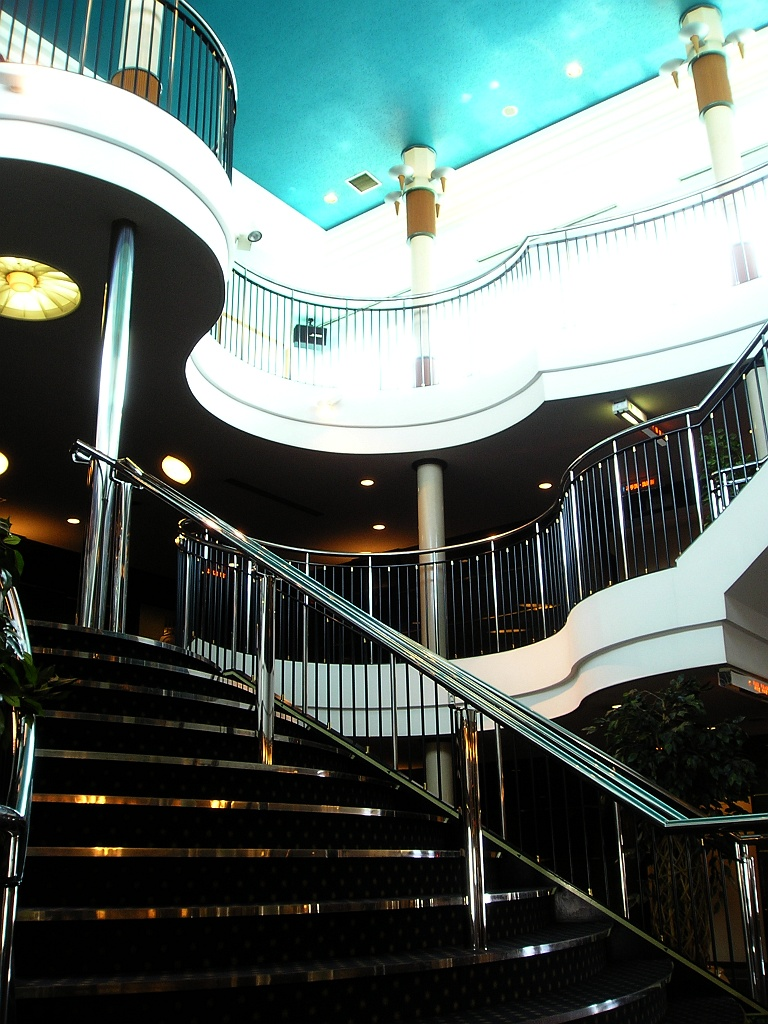
エントランス
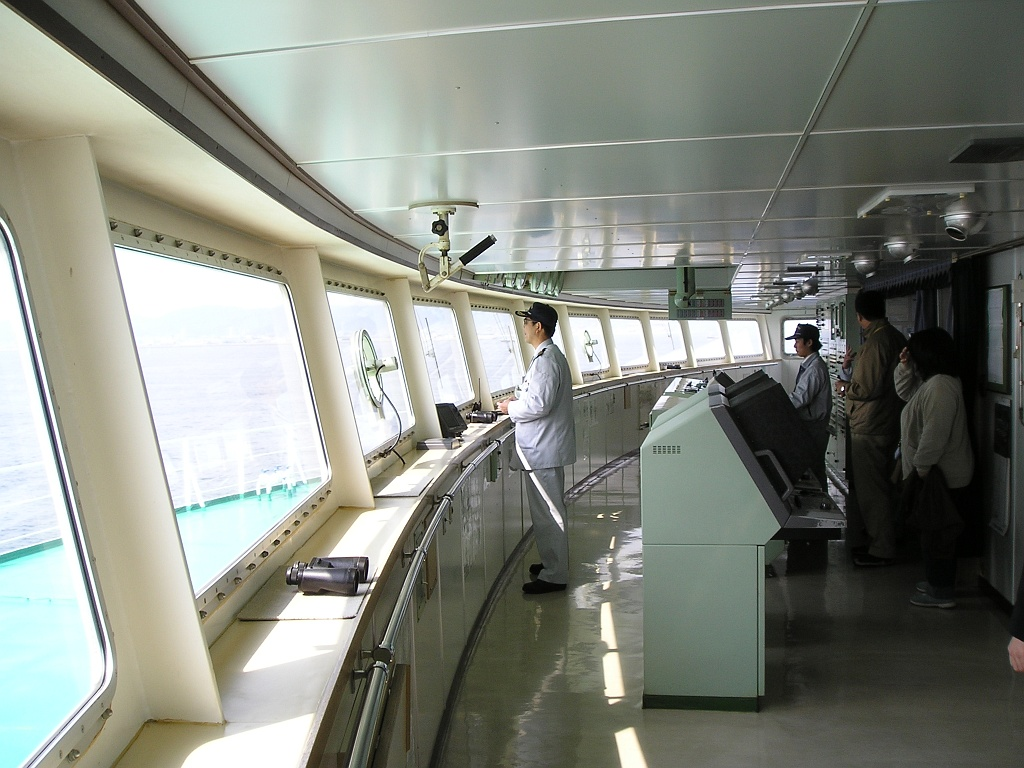
操舵室

- レストラン
- 売店
- マルチルーム
- スカイラウンジ
- フォワードラウンジ
- 展望バスルーム
- ゲームコーナー
- テレビコーナー
- 喫煙室

- 大阪南港に接岸中
- 大阪南港に接岸中
- ファンネル
- エントランス
- 操舵室

## 事故・インシデント

### 漁船との衝突
2010年6月7日、2時37分ごろ、上り便で大阪南港へ向かい東進中だったおれんじ8は、小豆島南東沖1.3海里付近で南進中だった漁船豊勢丸と衝突した。衝突の結果、おれんじ8は左舷中央部に擦過痕、豊勢丸は船長が軽傷を負い船首部が圧壊した。豊勢丸の船長は衝突10分前におれんじ8の接近に気付いていたが、衝突時は船尾で魚網の泥落としを行っており、接近に気付かず作業のため増速した。おれんじ8は、衝突5分前に豊勢丸を確認したものの、動静から間隔をあけて通過できると考えていた。衝突30秒前におれんじ8は豊勢丸の増速に気付き、危険を知らせるため探照灯を照射したが汽笛は使用しなかったため、豊勢丸は気付かず両船は船首から衝突した。事故原因は豊勢丸の見張り不実施、おれんじ8の見張り不十分とされた。